# Осада Акраганта (262 до н. э.)
Осада Акраганта — битва между карфагенянами и римлянами за сицилийский город Акрагант в начале Первой Пунической войны (262 год до н. э.).

## Предыстория
В 263 году до н. э. на Сицилии действовали армии двух римских консулов: Мания Валерия Максима и Мания Отацилия Красса, имевших 4 легиона. Римляне обошли гору Этну с запада, взяли штурмом Гадрану и осадили Кенторипу. Римлянам подчинилась Алеза, Тавромений, Катана и другие городки (67 городов по Диодору, более 50 городов по Евтропию). Пополнив армию сицилийцами, римляне двинулись на Сиракузы. Гиерон II заключил с ними мир и союз на 15 лет при условии освобождения римских пленных, выплаты небольшой контрибуции и продовольственного снабжения римских войск.
Но попытка Ганнибала оказать помощь Сиракузам провалилась: когда он прибыл в Ксифоний на мысе у Мегары, то вынужден был отступить, узнав о римско-сиракузском мире.
После этих успехов, римляне вторглись на территорию подвластной Карфагену Сицилии, долго и неудачно осаждали Макеллу и деревню Адранон. Жители Эгесты перебили стоявший у них карфагенский отряд и сдали город римлянам. Сдались им также и жители Алики. Римляне силой взяли городки Илар, Тиррит и Аскел.

## Битва за Акрагант
В июне 262 года до н. э. римляне, во главе с консулами Луцием Постумием и Квинтом Мамилием, расположились в 8 стадиях от города Акраганта и приступили к его осаде. Карфагенскими войсками в осаждённом городе руководил Ганнибал Гискон.
Так как было время урожая, римляне в беспорядке направились собирать хлеб. Карфагеняне внезапной атакой разбили фуражиров, потом одни атаковали сторожевые посты, другие — римский лагерь, но были отражены с большими потерями. После этого карфагеняне делали вылазки редко и небольшими отрядами, что позволило римлянам разделить армию. Римляне стали двумя лагерями. Один располагался к западу от города у святилища Асклепия, другой — с восточной или южной стороны. Лагеря соединили двумя рвами, между которыми через определенные промежутки построили сторожевые укрепления.
Пять месяцев римляне блокировали город, отражая мелкие карфагенские вылазки. В Акраганте оказалось заперто не менее 50 тысяч солдат и гражданского населения. Начала ощущаться нехватка продовольствия. Акрагант находился в стороне от моря, исключалась возможность снабжения флотом. Ганнибал, начальник запертых в городе карфагенских войск, отправлял в Карфаген послов с просьбой о помощи.
Карфагеняне поместили на корабли воинов и слонов и отправили их Ганнону. В Лилибее высадилась эта армия Ганнона. Он имел 30 или 50 тысяч пехоты, 1,5 или 6 тысяч конницы и 50 или 60 слонов.
По Диодору Сицилийскому, численность римлян под Акрагантом составляла около 100 тысяч человек.
По Полибию, войска Ганнона передвинулись в Гераклею и с помощью измены овладели Эрбессом (Гербесом), в котором находились римские склады продовольствия. Затем Ганнон подошел к Акраганту, разбил римскую конницу и расположился лагерем на холме Тора, в 10 стадиях от римлян. Два месяца прошло в мелких стычках. Положение римлян оказалось тяжёлым из-за голода и болезней.
По Зонаре, из Гераклеи Ганнон сразу прибыл к Акраганту. Происходили мелкие стычки. Карфагеняне пытались безрезультатно вызвать врага на бой. Затем у римлян возникли проблемы с продовольствием, из-за падения Эрбесса. Римляне стали стремиться к битве, но теперь карфагеняне тянули время.
Только поставки из Сиракуз позволили римлянам продолжить осаду, а голод в Акраганте принудил Ганнона к активным действиям по деблокаде города.
По Полибию, и войска Ганнона и римляне сошлись между лагерями. Карфагенская пехота образовывала две линии, между которыми располагались слоны. После долгой битвы первая линия карфагенян бежала и увлекла за собой остальных. Армия Ганнона была большей частью истреблена и потеряла почти всех слонов. По Орозию, погибло только 11 слонов. Диодор утверждает, что Ганнон дал две битвы, а его армия потеряла убитыми 3 тысяч пехотинцев и 200 всадников, пленными 4 тысячи человек, погибло 8 и ранено 33 слона.
По Зонаре, Ганнон и Ганнибал договорились ударить одновременно, но консул узнал об этом и расположил часть воинов в засаде. Ганнон атаковал римские укрепления, но в результате удара из засады и из-за палисада потерпел поражение. Атака Ганнибала также оказалась неудачной. Некоторые детали добавляет Фронтин: (2.1.4)

«Консул Постумий, когда его лагерь в Сицилии находился в трех милях от пунического и карфагенские командиры ежедневно выстраивались к бою под самой оградой лагеря, постоянно оборонялся малыми силами, вступая в легкие стычки перед валом. Когда пунийцы, привыкнув к его способу действий, перестали уже с ним считаться, он, подготовив всех остальных на отдыхе внутри лагеря, по-прежнему с небольшим отрядом сдерживал напор противника и задержал его дольше обычного; когда же к шести часам уставшие и изнывавшие к тому же от голода стали возвращаться к себе, он со своими свежими силами обратил в бегство неприятеля, измотанного вышеуказанными трудностями»

Остатки армии Ганнона укрылись в Гераклее. Войска Ганнибала ночью засыпали ров и смогли уйти из Акраганта. Римляне ограничились стычкой с его арьергардом, без боя ворвались в город и разграбили его.
Римляне, по словам Диодора, продали жителей Акраганта (свыше 25 тысяч человек) в рабство.
Диодор сообщает, что римлян при в осаде, копании рвов и сооружение палисадов участвовало 100 тысяч человек. Из них погибло 30 тысячи пехоты и 540 всадников.
Таким образом, осада Акраганта продолжалась 6—7 месяцев и закончилась его взятием римлянами.
Карфагеняне оштрафовали Ганнона и заменили его Гамилькаром. После падения Акраганта много городов во внутренней части Сицилии перешло на сторону римлян, но ещё большее число приморских городов отложилось от римлян из-за страха перед карфагенским флотом.